# Jon Flanagan
Jon Flanagan (Liverpool, 1993. január 1. –) angol labdarúgó, a belga Charleroi játékosa jobbhátvéd poszton.

## Pályafutása

### Liverpool
Flanagan a Liverpool saját nevelésű játékosa, korábban az U18-as csapatban és a tartalékegyüttesben is játszott. 2011 áprilisa óta a felnőtt csapatban kapott lehetőséget kezdőként a sérült Martin Kelly helyén, s jó teljesítményével felhívta magára a figyelmet.
Az utolsó előtti bajnoki fordulóban, a Tottenham Hotspur ellen az 5., Európa-liga-indulást jelentő helyért vívott meccsen az ellenfél második gólját tizenegyesből szerezte, miután Flanagan a tizenhatos vonalán testtel fellökte Steven Pienaart.
A 2013-14-es szezonban Brendan Rodgersnél újra alapember lett az elfelejtett Flanaganből, és a Tottenham ellen 5-0-ra megnyert meccsen gólt is szerzett.

## Statisztika
Utoljára frissítve: 2011. május 22.
| Klub      | Szezon  | Premier League | Premier League | FA-kupa | FA-kupa | Ligakupa | Ligakupa | Európai kupaporond | Európai kupaporond | Egyéb | Egyéb | Összesen | Összesen |
| Klub      | Szezon  | Meccs          | Gól            | Meccs   | Gól     | Meccs    | Gól      | Meccs              | Gól                | Meccs | Gól   | Meccs    | Gól      |
| --------- | ------- | -------------- | -------------- | ------- | ------- | -------- | -------- | ------------------ | ------------------ | ----- | ----- | -------- | -------- |
| Liverpool | 2010–11 | 7              | 0              | 0       | 0       | 0        | 0        | 0                  | 0                  | 0     | 0     | 7        | 0        |
| Összesen  | 2011–   | 7              | 0              | 0       | 0       | 0        | 0        | 0                  | 0                  | 0     | 0     | 7        | 0        |